# Grażyna Staniszewska (aktorka)
Maria Grażyna Staniszewska-Noszczyk (ur. 23 lipca 1936 w Łodzi, zm. 4 marca 2018 w Warszawie) – polska aktorka.

## Życiorys
W latach 1951–1954 grała w amatorskim teatrze w Łodzi. Studiowała na PWST w Warszawie, studia ukończyła w 1960. Zadebiutowała na profesjonalnej scenie teatralnej w październiku 1960. W latach 1960–1974 występowała w Teatrze Narodowym w Warszawie, a następnie do 1981 w Teatrze Dramatycznym w Warszawie. Najbardziej znaną rolą jest postać Danusi Jurandówny w filmie Krzyżacy (1960) Aleksandra Forda. Grała ponadto m.in. w filmach Szkice węglem (1956), Popiół i diament (1958), Zamach (1959), Zazdrość i medycyna (1973). Po roli w Krzyżakach występowała głównie w teatrze. Karierę aktorską zakończyła na początku lat 90.
Była żoną profesora medycyny Wojciecha Noszczyka, z którym miała dwoje dzieci: córkę Marię i syna Bartłomieja. Została pochowana na cmentarzu Powązkowskim w Warszawie.

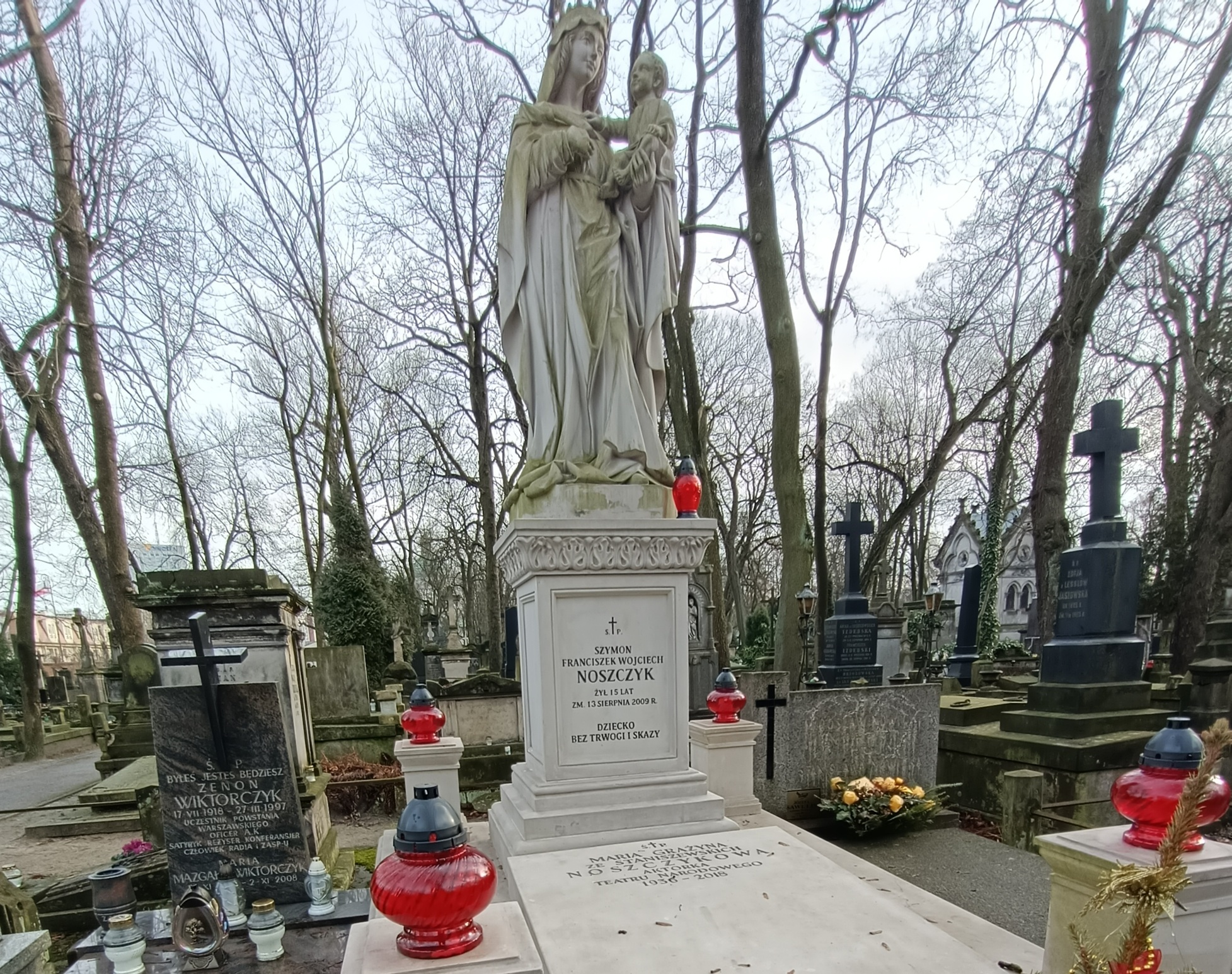
Grób Grażyny Staniszewskiej-Noszczyk na Starych Powązkach

## Filmografia
| Rok  | Tytuł filmu                    | Rola | Uwagi                     |
| ---- | ------------------------------ | --- | ------------------------- |
| 1956 | Szkice węglem                  | Jadwiga Skorabiewska |                           |
| 1957 | 8 minut bez polityki           | | Etiuda szkolna            |
| 1958 | Krzyż Walecznych               | Małgorzata Joczysowa, wdowa po kapitanie Joczysie                                                                               |                           |
| 1958 | Popiół i diament               | Hanka Lewicka, piosenkarka w hotelu "Monopol"                                                                                   |                           |
| 1958 | Skrzydlaty osioł               | Joanna | Spektakl Teatru Telewizji |
| 1958 | Zamach                         | Krysia |                           |
| 1960 | Krzyżacy                       | Danusia |                           |
| 1960 | Śluby panieńskie               | Aniela | Spektakl Teatru Telewizji |
| 1961 | Dobre uczynki Wojciecha Ozdoby | | Spektakl Teatru Telewizji |
| 1962 | Intruz                         | | Spektakl Teatru Telewizji |
| 1962 | Pojedynek                      | | Etiuda szkolna            |
| 1963 | Ruchome piaski                 | | Spektakl Teatru Telewizji |
| 1965 | Dni Turbinych                  | Helena Talberg | Spektakl Teatru Telewizji |
| 1966 | Dzień bez kłamstwa             | | Spektakl Teatru Telewizji |
| 1966 | Wesele Fonsia                  | | Spektakl Teatru Telewizji |
| 1967 | Eugeniusz Oniegin              | Olga | Spektakl Teatru Telewizji |
| 1969 | Całe życie Sabiny              | Panna Maria | Spektakl Teatru Telewizji |
| 1969 | Cyd                            | Elwira | Spektakl Teatru Telewizji |
| 1970 | Piszę pamiętnik artysty        | Służąca Hrabiny | Spektakl Teatru Telewizji |
| 1971 | Fantazy                        | Stella | Spektakl Teatru Telewizji |
| 1973 | Ostatnia lekcja                | Olszewska | Spektakl Teatru Telewizji |
| 1973 | Zazdrość i medycyna            | Zofia Dubilanka, była kochanka Widmara                                                                                          |                           |
| 1976 | Upiór w kuchni                 | Cynthia Collins | Spektakl Teatru Telewizji |
| 1977 | Rekord świata                  | działaczka sportowa |                           |
| 1981 | Białe tango                    | Irena Zdanowska; w odcinku 1 nie występuje w czołówce Druga miłość (1), Choroba serca (4), Koncert (5), Decyzja (6), Oferta (8) | Serial telewizyjny        |
| 1989 | Lawa                           | Kmitowa w scenie "Balu u Senatora"                                                                                              |                           |